# Famelica
Famelica is een geslacht van weekdieren uit de klasse van de Gastropoda (slakken).

## Soorten
- Famelica bitrudis (Barnard, 1963)
- Famelica catharinae (Verrill & S. Smith [in Verrill], 1884)
- Famelica mirmidina (Dautzenberg & Fischer, 1896)
- Famelica monoceros (Watson, 1881)
- Famelica monotropis (Dautzenberg & Fischer, 1896)
- Famelica nitida Sysoev, 1990
- Famelica pacifica Sysoev & Kantor, 1987
- Famelica scipio (Dall, 1889)
- Famelica tajourensis Sysoev & Kantor, 1987
- Famelica tasmanica Sysoev & Kantor, 1987